# Sok
Der Sok (russisch Сок) ist ein linker Zufluss der Wolga in Russland. Er ist 364 km lang und durchfließt die Oblaste Orenburg und Samara. Sein Einzugsgebiet umfasst 11.700 km².
Der Sok entspringt in den Bugulma-Belebeier Höhen und mündet am nördlichen Rand der Millionenstadt Samara nördlich des Stadtteils Krasnaja Glinka in den Saratower Stausee der Wolga.
Die Schwefelquellen im Sok-Tal waren schon im Mittelalter in der gesamten Umgebung als heilbringend bekannt. Als Zar Peter I. bei seinem Asow-Feldzug 1695 in Samara Station machte, wurde er auf die Quellen aufmerksam gemacht, da Schwefel für die Herstellung von Schießpulver verwendet werden konnte, das seine Truppen dringend benötigten. Deshalb wurde in Samara eine Schwefelfabrik errichtet.